# Kasteel van Rives
Het Kasteel van Rives (Frans: Château de Rives) is een kasteel in de Franse gemeente Thonon-les-Bains.